# 寧巴峰
寧巴峰（也稱宁巴山）是位於西非科特迪瓦和畿內亞接壤邊境的山峰，跨利比里亚、科特迪瓦和几内亚，海拔高度1,752米，是科特迪瓦和几内亚兩國的最高點，距離利比里亞僅9.4公里。宁巴山的大部分地区在1981年以宁巴山严格自然保护区的身份，被聯合國教科文組織列為世界遺產。
山体呈西北—东南走向，矿藏资源较为丰富（主要为赤铁矿石）。山域平均海拔大于500米。

## 外部連結
- World Heritage Site Data Sheet–Mount Nimba Strict Nature Reserve （页面存档备份，存于）
- Rollard Ch., Wesolowska W. 2002. Jumping spiders (Arachnida, Araneae, Salticidae) from the Nimba Mountains in Guinea. Zoosystema. Paris, 24 (2):283-307（页面存档备份，存于）
- TLC Africa （页面存档备份，存于）
- MSN Map[永久]